# Barbie : La Magie de la mode
Série Barbie
Barbie et le Secret des sirènes
(2010) Barbie : Le Secret des fées
(2011)
Série La Magie de la mode
Barbie : Le Secret des fées
(2011)
Pour plus de détails, voir Fiche technique et Distribution.
Barbie : La Magie de la mode (Barbie: A Fashion Fairy Tale) est le 18e long métrage d'animation mettant en scène la poupée Barbie. Il a été réalisé par William Lau et est sorti en 2010.

## Synopsis
Barbie se fait renvoyer du tournage de La Princesse au petit pois parce qu'elle n'a pas la même vision des choses que le réalisateur. La nouvelle fait immédiatement le tour d'Internet et le public ne laisse que des commentaires désobligeants au sujet de la jeune actrice. Barbie reçoit ensuite un appel de Ken lui annonçant que tout est fini entre eux sans qu'elle puisse dire quoi que ce soit. La pauvre jeune fille a le moral à zéro ; ses amies Teresa et Grace lui suggèrent alors de prendre des vacances loin de tout pour ne plus y penser. Elle se rend donc chez sa tante Millicent, qui tient un magasin de mode réputé à Paris. Malheureusement, son magasin menace de fermer, sans compter la concurrence et la jalousie de Jacqueline, sa rivale, qui tient le magasin d'en face. Barbie rencontre aussi Alice, une couturière. Cette dernière lui montre une armoire dont on sait peu de choses. On prétendrait qu'elle serait magique. En prononçant une formule, il sort de l'armoire trois fées stylistes : Shine, Shimmer et Glimmer. Elles ont le pouvoir d'embellir les tenues. En attendant, Barbie et Alice doivent à tout prix empêcher la faillite du magasin et il n'y a qu'une solution : organiser un défilé  et attirer les clientes, ce qui permettrait de racheter la boutique Chez Millicent au propriétaire de Hotdogeteria! Mais tout va se compliquer, Jacqueline kidnappe les trois stylistes pour garder l'avantage sur Millicent. De son côté, Ken tente rejoindre Barbie à Paris pour lui expliquer qu'il n'a jamais voulu rompre avec elle mais qu'il s'agissait d'un coup monté de Raquelle. 

## Fiche technique
- Titre original : Barbie: A Fashion Fairy Tale
- Titre français : Barbie : La Magie de la mode
- Réalisation : William Lau
- Scénario : Elise Allen
- Direction artistique : Walter P. Martishius
- Musique : BC Smith
- Production : Shelly Dvi-Vardhana et Shawn McCorkindale ; Catherine Winder, Kim Dent Wilder et Rob Hudnut (exécutifs)
- Sociétés de production : Barbie Entertainment, Rainmaker Entertainment
- Société de distribution : Universal Studios Home Entertainment
- Pays d'origine : États-Unis, Canada
- Langue d'origine : anglais
- Format : couleur - son stéréo
- Genre : animation
- Durée : 78 minutes
- Dates de sortie :
  - États-Unis : 14 septembre 2010
  - France : 12 octobre 2010[2]

Sources : Générique du DVD, IMDb

## Distribution
| - Diana Kaarina : Barbie - Julie Lyons : Barbie (chant) - Adrian Petriw : Ken - Tabitha St. Germain : Marie-Alecia « Alice » - Patricia Drake : tante Millicent - Nicole Oliver : Lilliana Roxelle - Alexa Devine : Jacqueline - Shannon Chan-Kent : Delphine - Maryke Hendrikse : Teresa - Kandyse McClure : Grace - Britt Irvin : Raquelle - Chiara Zanni : Shine - Kelly Metzger : Shimmer - Andrea Libman : Glimmer - Brandy Kopp : Sequin, la chienne de Barbie - Charles Tathy : Jacques / le chauffeur de taxi - Annick Obonsawin : Jilliana - Nicole Bouma : Lulu - Vincent Tong : l'acheteur de hot-dog - Cathy Weseluck : la Méchante Reine - France Perras : la cliente fashion - Peter New : Todd le réalisateur - Michael Dobson : les petits pois zombies - Peter Kelamis : Spencer / le fermier | - Noémie Orphelin : Barbie - Christophe Hespel : Ken - Audrey D'Hulstère : Marie-Alecia « Alice » - Manuela Servais : tante Millicent / Lilliana Roxelle - Véronique Fyon : Jacqueline - Prunelle Rulens : Delphine - Claire Tefnin : Teresa - Mélanie Dermont : Grace - Sophie Landresse : Raquelle - Ioanna Gkizas : Shine - Béatrice Wegnez : Shimmer - Laétitia Liénart : Glimmer - Maia Baran : Sequin - Romain Barbieux : Jacques - Dominique Wagner : Jilliana - Cathy Boquet : Lulu / une femme - Tony Beck : l'acheteur de hot-dog / conducteur 2 - Nathalie Hons : la méchante reine / l'acheteuse - Mathieu Moreau : Todd / Pois zombies / Taxi / Sookie - Antoni Lo Presti : Spencer - Alessandro Bevilacqua : le fermier / le touriste |

Source : Générique du DVD

## Musique du film
- La vie est un conte de fée (Life is a Fairytale) - Bénédicte Lécroart
- Les pois zombies (Zombie Peas) - Mathieu Moreau
- Another Me - Lindsay Sorenson
- Get Your Sparkle On - Rachel Bearer
- Une bonne journée - Simon Wilcox
- Runway Montage - Emily Gomez, Cheslea Word et Simon Wilcox
- Who Let the Dogs Out - The Baha Men
- Rockin' the Runway

## Autour du film
Créée en 1959, la poupée Barbie est à l'origine de nombreux produits dérivés. Elle a également inspiré plusieurs films d’animation. Barbie et la Magie de la mode  est sorti la même année que Barbie et le Secret des sirènes, et connait une suite en 2011 avec Barbie : le Secret des fées.

## Distinctions
Le film a été nommé au Leo Awards 2011 dans deux catégories :
- Best Overall Sound in an Animation Program or Series
- Best Animation Program or Series